# Super Critical
Super Critical – trzeci album studyjny brytyjskiego duetu The Ting Tings. Wydany został 24 lutego 2012 roku przez wytwórnię Finca Records. Producentem albumu jest Jules De Martino. Album zadebiutował na 111. miejscu w notowaniu UK Albums Chart.

## Lista utworów
| Edycja standardowa | Edycja standardowa | Edycja standardowa                         | Edycja standardowa | Edycja standardowa |
| Nr                 | Tytuł utworu       | Tekst                                      | Muzyka             | Długość            |
| ------------------ | ------------------ | ------------------------------------------ | ------------------ | ------------------ |
| 1.                 | „Super Critical”   | Jules De Martino, Katie White, Andy Taylor | Andy Taylor        | 3:32               |
| 2.                 | „Daughter”         | Jules De Martino, Katie White, Andy Taylor | Andy Taylor        | 3:15               |
| 3.                 | „Do It Again”      | Jules De Martino, Katie White, Andy Taylor | Andy Taylor        | 3:52               |
| 4.                 | „Wrong Club”       | Jules De Martino, Katie White, Andy Taylor | Andy Taylor        | 4:14               |
| 5.                 | „Wabi Sabi”        | Jules De Martino, Katie White, Andy Taylor | Andy Taylor        | 3:31               |
| 6.                 | „Only Love”        | Jules De Martino, Katie White, Andy Taylor | Andy Taylor        | 3:10               |
| 7.                 | „Communication”    | Jules De Martino, Katie White, Andy Taylor | Andy Taylor        | 3:35               |
| 8.                 | „Green Poison”     | Jules De Martino, Katie White, Andy Taylor | Andy Taylor        | 3:49               |
| 9.                 | „Failure”          | Jules De Martino, Katie White, Andy Taylor | Andy Taylor        | 2:37               |
|                    |                    |                                            |                    | 31:35              |

## Pozycje na listach przebojów
| Kraj              | Lista (2014)   | Najwyższa pozycja |
| ----------------- | -------------- | ----------------- |
| Belgia (Wallonia) | Ultratop 50    | 172               |
| Japonia           | Oricon         | 100               |
| Wielka Brytania   | Albums Top 100 | 111               |